# Billia rosea
Billia rosea — вид квіткових рослин з родини сапіндових (Sapindaceae).

## Поширення
Вид зростає у Центральній Америці й на півночі Південної Америки: Колумбія, Коста-Рика, Еквадор, Гондурас, Нікарагуа, Панама, Венесуела.
Росте на висотах від 18 до 3388 метрів.

## Використання
Немає інформації.